# Żucie
Żucie – czynność fizjologiczna, polegająca na rozdrabnianiu pokarmu i mieszaniu go ze śliną. Żucie występuje powszechnie u ssaków, które mają ku temu odpowiednie, zróżnicowane zęby. U innych kręgowców (gady, ptaki, płazy, ryby) czynność ta nie jest powszechna.

Przeczytaj ostrzeżenie dotyczące informacji medycznych i pokrewnych zamieszczonych w Wikipedii.